# عبد الغني سنان
عبد الغني رجا سنان فلسطيني من مدينة جنين، ولد عام 1900 وتوفي عام 1975 شغل منصب المسؤول العام في مدينة جنين عن ترتيب وتنظيم صفوف المقاومين للاحتلال الإسرائيلي عام 1948.

## نشأته وتعليمه
ولد عبد الغني رجا سنان في قرية عرابة قضاء جنين عام 1900، حيث انتقل إلى مدينة جنين في مرحلة طفولته المبكرة، كي يتلقى العلوم الابتدائية في المدارس الإسلامية ومدارس الحكومة في جنين.
حيث بدأ نشاطه التجاري في جنين عام 1925 وذلك بامتلاكه مطحنة للحبوب، بحيث أصبح أحد ابرز تجار المدينة في الفترة تلك، كما امتلك مزرعة متطورة في مقيبلة.

## حياته ونضاله

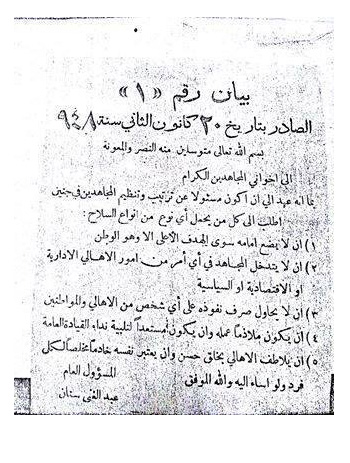
البيان عام 1948 بخصوص المقاومة ضد الاحتلال الاسرائيلي
.

أمضى جل حياته في الدفاع عن قضية فلسطين، وأسديت له مسؤولية قيادة وتنظيم صفوف المقاومين عام 1948 في التصدي للقوات الإسرائيلية في منطقة جنين، واعتقل لدى قوات الانتداب البريطاني أكثر من مرة في الأعوام 1925،1927،1929،1931،1936،1937،1938 وقد حكم عليه من قبل حكومة الانتداب البريطاني بالإعدام لكنه لم ينفذ.
حيث كان خطيبا ً مفوها ً يتصدر الجماهير في جنين، ويلقي الخطب في المؤتمرات التي يشارك فيها.
كما أنه قدم تبرع مالي لشراء سيارات مصفحة لقوى جيش الإنقاذ وقام بتزويد المقاومين عام 1948 ببنادق اوتوماتيكة من ماله الخاص.

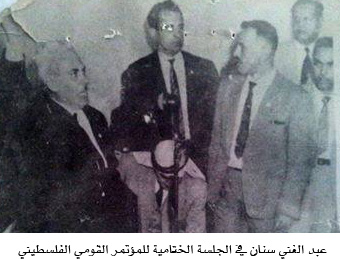

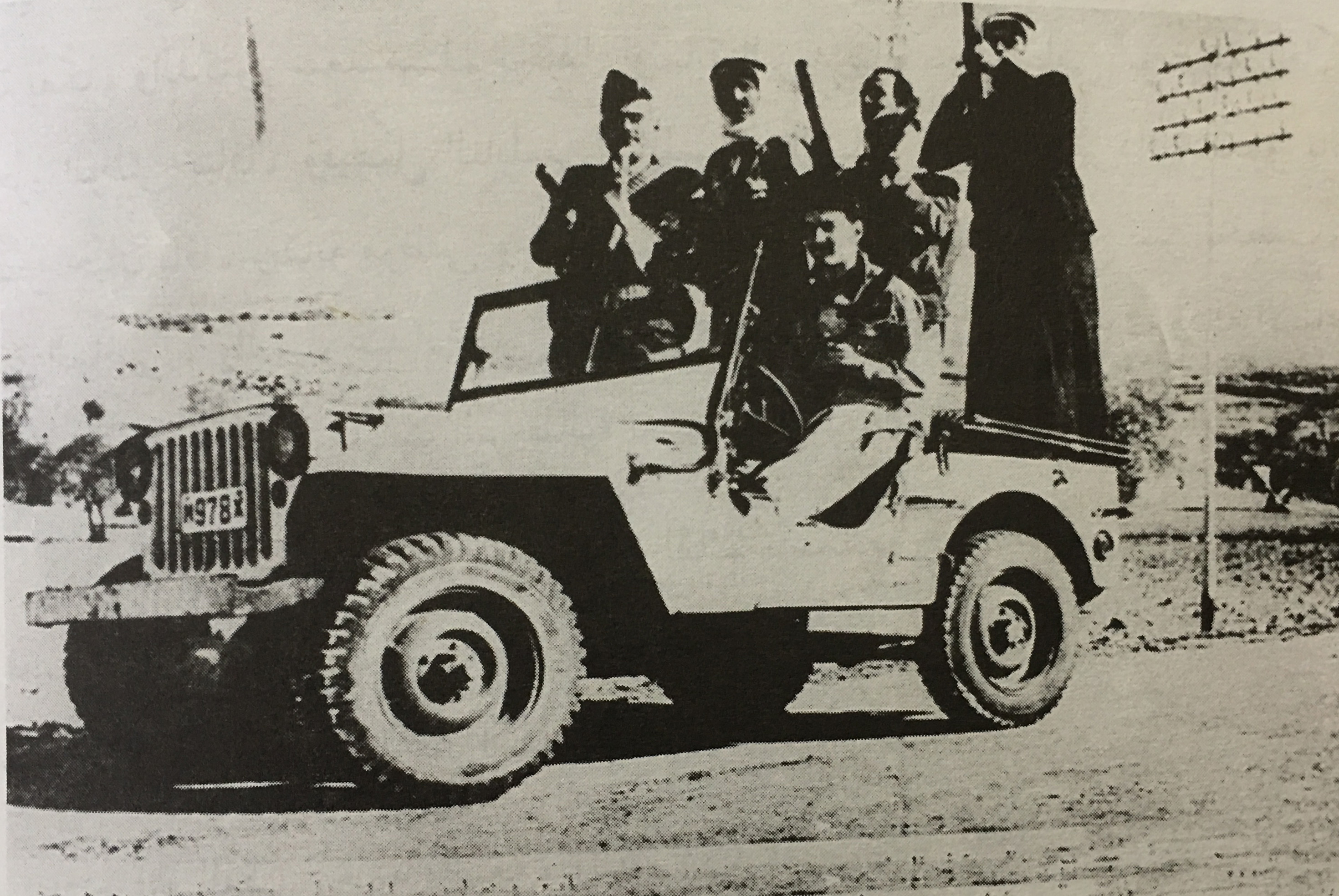
عبد الغني سنان عام 1948 وهو الأول في الواققين من جهة اليسار.
.

## حياته السياسية والمؤتمرات التي شارك فيها
-         المؤتمر الوطني الكبير في يافا عام 1932
-         كان عضوا ً ممثلا ً عن مدينة جنين مع فهمي العبوشي في الاجتماع الخاص في اللجنة التنفيذية لبحث مشكلتي الهجرة وبيع الأراضي عام 1933.
-         شارك في مؤتمر الحزب العربي الفلسطيني في القدس عام 1935 وكان معتمده في جنين.
-         حضر مؤتمر بلودان  الأول عام 1937.
-         كان عضوا في اللجنة التفيذية لجمعية الشباب.
-         كان من الذين عقدوا المجلس الوطني الفلسطيني الأول الذي عقد عام 1964 في القدس والذي شهد تكوين منظمة التحرير الفلسطينية.

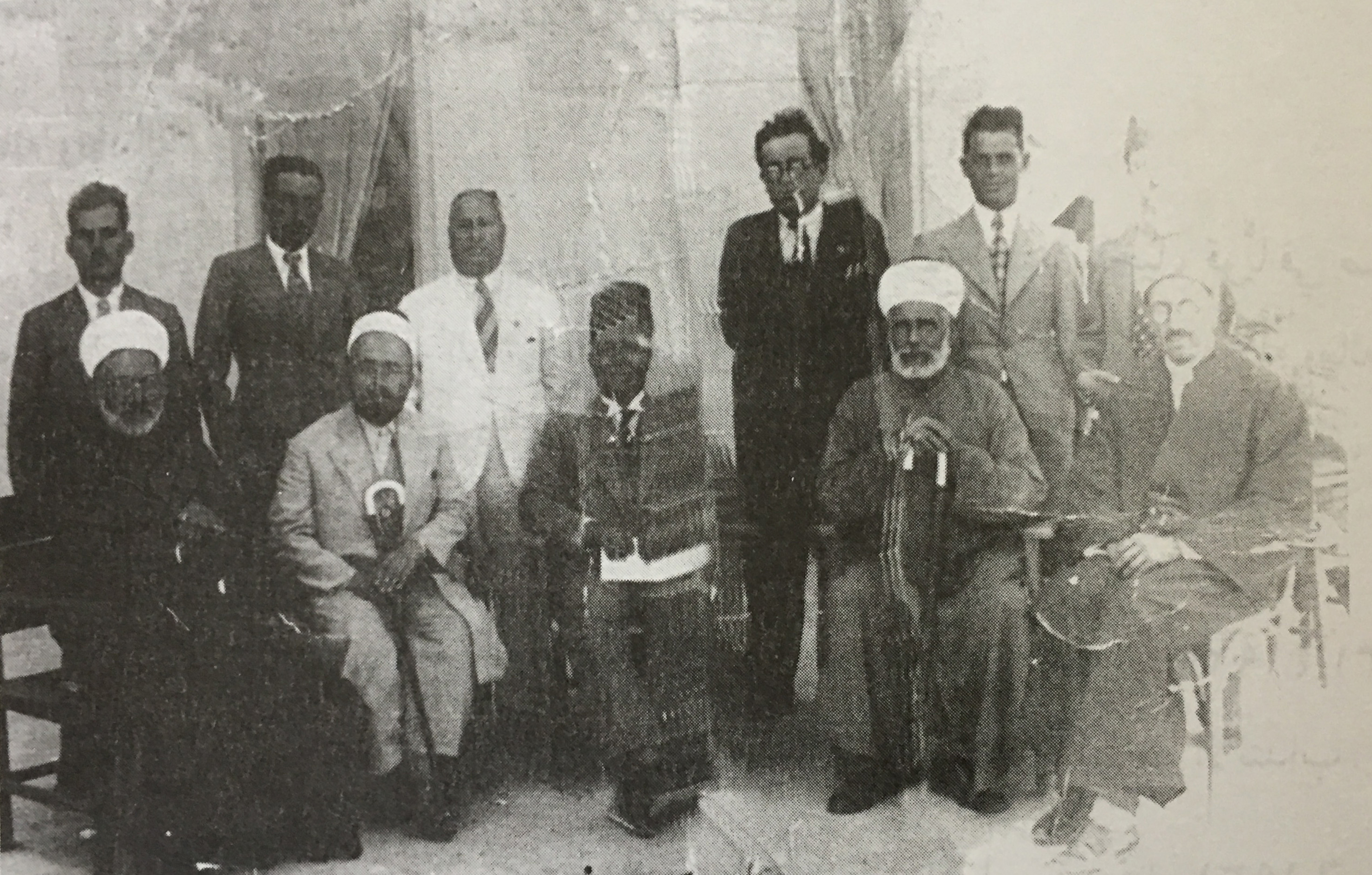
عبد الغني سنان الاول من الواقفين جهة اليسار مع مجموعة من علماء وأفاضل من فلسطين
.

## قالوا عن عبد الغني سنان
| عبد الغني سنان | كل من يعرف عبد الغني سنان يقدَره، عمل معنا شاباً، وناضل معنا شاباً. كان يحمل طبيعة فوَارة جياشة، نذر نفسه لفلسطين، قوي الشكيمة، عزيز المنال، ضحى و جاهد بماله و نفسه كان العضد المستمر و الزخم المعطاء لوطنه و للمناضلين، فتشرفنا بنضاله معتمدا ً للحزب العرب الفلسطيني بمنطقة جنين و قراها. الشيخ موسى كاظم باشا | عبد الغني سنان |

| عبد الغني سنان | إن عبد الغني سنان خلق ليتمرد على الباطل أنَى يكون، ناضل و ضحَى، ومن أولى لحظات نضاله راح يسابق الزمان مجاهداً، أحب أهل وطنه وأحبوه. فهمي العبوشي | عبد الغني سنان |

| عبد الغني سنان | عرفت عبد الغني سنان عن كثب، فلقد راوده مراودون على أن يتراجع عمَا اختط لنفسه وبذلوا له – وهو في مسبغة – ما بذلوا، فأنف أن يعيرهم سمعه أو ضميره أو قلبه. كان الداعية الرائع في الحث على الجهاد و النضال ضد الإحتلال البريطاني والصهيونية. حاكم محكمة الصلح في جنين نسيب طوقان | عبد الغني سنان |

| عبد الغني سنان | عاش عبد الغني سنان مرابطا ً لفلسطين، عاش يرفض الخطأ، ويبني الصواب ولا يبالي في الله لومة لائم. سليمان رشيد | عبد الغني سنان |

| عبد الغني سنان | عبد الغني سنان، شيخ الجهاد، فتجد فيه حيثما تلقاه المثابر الأواب، الذي لا ينحرف عن نهجه قيد شعرة، ولا يند عن بيعة بايعها، ولا يخيس بعهد أعطاه، كان على رأس المجاهدين في منطقة جنين، وكان عبد الغني سنان بذاته كل الكرم ينفق على المناضلين وخير مدد للمعوزين، فنذر نفسه بكل عناوين البذل والتضحية. وجوده وسخاؤه لفلسطين كانا في نهايات الأرب والمكارم. جمال الحسيني | عبد الغني سنان |

| عبد الغني سنان | إن المزايا التي تأخذ الأبصار إلى عبد الغني سنان لكبيرة، فوطنيته الصادقة و تواضعه، واستقامة ضميره و نهجه، وصدق استمساكه بالقدوة، كل هذه الفضائل و الخصال صاغ أبو عارف منها شخصيه القوية و حياته النضالية الطاهرة. هاشم الجيوسي | عبد الغني سنان |

| عبد الغني سنان | مضى عبد الغني سنان مع أيامه و فدره، لا تتغير خلائقه، ولا تنبو به رغائبه ، ويسير بعزيمة جبارة، و ايمان وثيق و عجيب، لازمني عضوا ً في اللجنة التنفيذية لجميعة الشباب، فكان قمة في الوطنية و عنفوانا ً بالنضال، إنما هو رجل يعرف طريقه. يعقوب الغصين | عبد الغني سنان |

| عبد الغني سنان | عبد الغني سنان من الذين جادوا بأرواحهم و أموالهم في سبيل فلسطين، قاد الجهاد في معركة جنين متقدما ً الصفوفو منفقا ً على المناضلين من جيبه الخاص، وقد أثنى عليه عدد من المقاتلين و السياسيين و على رأسهم العقيد الركن طاهر باشا الزبيدي قائد جحافل الجيش العراقي في قطاع جنين و وفوزي القاوقجي قائد جيش الإنقاذ في الجبهة الشمالية. عارف العارف | عبد الغني سنان |

| عبد الغني سنان | عبد الغني سنان خاض نصاله في استبسال عظيم، كان دائما ً أبيا ً، ذا همة، أخاً رفيقاً لكل مناضل، بلغ بين بلده شأوا رفيعا ً و عاليا ً أهلته له فضائل روحه و سلوكه و تقواه، الظفر لك يا أبا عارف ، طوبى لعينيك: ناضلت فكنت دائما ً جوادا ً معطاءً، و ثابرت مع المثابرين وكنت في كل المواقف الأريب الحكيم. محمد عزة دروزة | عبد الغني سنان |

| عبد الغني سنان | رافقت عبد الغني سنان بالنضال، استبسلنا سويا ً في معركة جنين الأولى و الثانية عام 1948 ، كان المناضل عبد الغني سنان على رأس الصفوف المتقدمة في الدفاع عن مدينة جنين، يقاتل في جسارة و إقدام، فإنها لايام تزهو بالفخار تلك التي التقيت بها مع المناضل عبد الغني سنان. فوزي جرار | عبد الغني سنان |

| عبد الغني سنان | عبد الغني سنان عرفناه خيًراً ، نعلم روحه المناضلة بسمو العقيدة و عظمة الجهاد، فجعلت منه انسانا ً يملأ الأعين جلالاً والأنفس روعة. نضاله جم وعطاؤه كثير ، بوركت بلده في خير رجل كرم وأكرم. نمر المصري | عبد الغني سنان |

| عبد الغني سنان | عبد الغني سنان أخي ورفيقي في بالجهاد و العمل، كان حربة النضال في جنين، إنني والله أعلم صدق عزمه، فإذا هم عزم وخرج من النعمة الوارفة وآثر الشظف والجهاد والعمل، قاتل في استبسال وجسارة وإقدام، بيد أن جسارة عبد الغني سنان وإقدامه لم يكونا موضع تساؤل ابدًا. تألق بالخصائص النضالية في كافة مواضع النضال وفي قيادته للمناضلين في معركة جنين، لك الله يا ابا عارف، يا من ذكرك عطر للحياة، فوالله إنك تمثل عالما ً من الوطنية والصدق والطهر. عبد القادر اليوسف عبد الهادي | عبد الغني سنان |

| عبد الغني سنان | الحديث عن المناضل عبد الغني سنان يشعرني بالفخر و الفخار فهو من خيرة المناضلين و الشباب المتحمس لوطنه المؤمن بأرضه المتمرد على الباطل البريطاني و الصهيوني، المستبسل العظيم لفلسطين كيف لا وقد برز هذا كله في شخص المناضل عبد الغني سنان في وقائع المؤتمر الوطني الكبير في يافا يوم 26/3/1932 وكنت أنا من بين الجموع الفلسطينية التي حضرت وقائع هذا المؤتمر الذي خصص للبحث في ثلاث مسائل : اللاتعاون و الهجرة اليهودية و بيوع الأراضي. وبعد أن طلب عطوفة الشيخ كاظم الحسيني من رجالات اللجنة التنفيذية اختصار كلماتهم ، وطلب الوقوف لدقيقتين احتراما ً لشهداء فلسطين بدأ أول المتكلمين المناضل عبد الغني سنان حثًا الجماهير على أن يستمروا بالنضال، داعيا ً إلى المزيد من التلاحم والعمل في سبيل فلسطين. ولقد قال بالحرف الواحد : إن كانت كرامتنا مهانة ، ولقد أصبحنا عبيداً لا أسياداً . وطالب بمعاقبة السماسرة وتطهير الصفوف من الخونة، ويا ليت التوصيف ينصف. فلقد أبدع هذا الرجل في حث الجماهير على النضال بهمة وإباء، فلن أنسى ما سمعته آنذاك من الشيخ موسى كاظم الحسيني من بين عباراته التي أوفاها بحق المناضل عبد الغني سنان ، حيث قال : هنيئا ً لك يا عبد الغني سنان بحبك لفلسطين. الشيخ صبري عابدين | عبد الغني سنان |

## وفاته
توفي عبد الغني رجا سنان في 22/12/1975